# Элефантида
Элефантида — греческая гетера. Она была известна как автор эротических руководств самого откровенного содержания, которые во времена Римской империи уже слыли библиографической редкостью. В произведениях, относимых к её авторству, есть также сведения о косметике и абортивных средствах.
По сообщению Светония, её сочинения имелись у Тиберия на Капри. Упоминается в Приапее и эпиграммах Марциала.
Сочинения Элефантиды не сохранились.